# Такер, Спенсер
Спенсер Такер (англ. Spencer C. Tucker, род. 20 сентября 1937, Буффало, Нью-Йорк, США) — американский военный историк, стипендиат программы Фулбрайта, профессор и автор многочисленных работ по военной истории. В течение 30 лет преподавал историю в Техасском христианском университете, а также шесть лет возглавлял кафедру военной истории имени Джона Биггса в Виргинском военном институте.

## Биография
Родился 20 сентября 1937 года в городе Буффало штата Нью-Йорк. В 1959 году он окончил Виргинский военный институт, получив в нём степень бакалавра гуманитарных наук. Тогда же ему была присуждена стипединдия по программе Фулбрайта, которую он использовал для обучения в Университете Бордо во Франции. В 1962 году Спенсер получил степень магистра, а в 1966 году защитил диссертацию на соискание учёной степени доктора философии (PhD) по истории со специализацией по современной истории Европы в Университете Северной Каролины в Чапел-Хилле. С 1965 по 1967 год, в ходе войны во Вьетнаме, был капитаном армии США и работал аналитиком в канцелярии начальника штаба по разведке Пентагона.
С 1967 по 1997 год преподавал историю в Техасском христианском университете, при этом с 1992 по 1997 он был заведующим кафедрой. После этого, с 1997 по 2003 год он работал заведующим кафедрой Виргинского военного института, после чего окончательно закончил преподавательскую деятельность. В те же годы он являлся полковником виргинского ополчения. По состоянию на 2022 год является старшим научным сотрудником и главным редактором отдела военной истории издательства ABC-CLIO. Ранее также был  редактором 25 книг о решающих сражениях XXI века изданных Индианским университетом.

## Награды
Такер — автор и редактор множества книг по военной и военно-морской истории, на 2021 год при его участии вышло более 70 книг. Его биография Стивена Декейтера выиграла приз имени Теодора и Франклина Рузвельта за лучшую книгу по истории военно-морского флота в 2004 году. Спенсер также является трижды лауреатом премии общества военной истории за лучшую справочную работу за книги Encyclopedia of the Cold War в 2008; the Encyclopedia of the Spanish-American и Philippine-American Wars в 2010; и The American Civil War: The Definitive Encyclopedia and Document Collection в 2014 году. Многие другие его работы также отмечены премиями.